# Aframomum longiscapum
Aframomum longiscapum là một loài thực vật có hoa trong họ Gừng. Loài này được (Hook.f.) K.Schum. mô tả khoa học đầu tiên năm 1904.